# Bromat
Bromater är salter av bromsyra och innehåller bromatjonen BrO3–. De liknar kloraterna men är beständigare.